# بوعبید بودن
بوعبید بودن (انگلیسی: Bouabid Bouden؛ زادهٔ ۱ فوریهٔ ۱۹۸۲) بازیکن فوتبال اهل مراکش است.
از باشگاه‌هایی که در آن بازی کرده‌است می‌توان به باشگاه فوتبال ارتش سلطنتی مراکش، باشگاه ورزشی الاهلی قطر، باشگاه فوتبال لانس، و باشگاه فوتبال الکوکب المراکشی اشاره کرد.